# Cathédrale de Palmi
La cathédrale de Palmi est une église catholique romaine de la ville de Palmi, en Italie. Il s'agit d'une des cocathédrales du diocèse d'Oppido Mamertina-Palmi.

## Histoire
Il n'existe pas de traces écrites précises sur l'époque à laquelle a été créé cette paroisse. Entre 1310 et 1311, il est attesté dans Palmi une église Saint-Nicolas qui était la seule dans le village.
L'église de Saint-Nicolas est de nouveau rappelée dans certains actes de 1532. L'église, en 1586, était distincte des murs de la ville et, à l'intérieur, se trouvait la "Confrérie de Saint-Nicolas." En 1664 y a été fondée la place une "confrérie du Purgatoire."
Au XVIIIe siècle, le clergé et les autorités de Palmi étaient actifs puisque l'église a été élevée au rang de collégiale. Le 25 août 1741, l'évêque de Milet, Marcello Filomarini, érige l '«illustre collégiale de Palmi", ayant obtenu par une bille papale de Benoît XIII.
L'église, qui a été reconstruite en 1740-1743, a été détruite par le séisme du 5 février 1783. En mars 1786, l'église est de nouveau reconstruite.
L'église a de nouveau été endommagée par un séisme en 1894. Une reconstruction en a été prévue, mais, à la suite du séisme de 1908 à Messine qui a causé d'autres dommages graves à la structure, on a procédé à la démolition de l'immeuble en 1909.
La nouvelle église collégiale Saint-Nicolas actuelle, fut ouverte au culte en 1932 et a été consacrée à la "Madone de la Lettre", la sainte-protectrice de la ville.
Sur la façade principale, se trouve la Tour Civique avec l'horloge, achevée en 1956, à côté de l'église.
Le 10 juin 1979, conformément au décret «Quo aptius» de la Congrégation pour les évêques, qui a redessiné les limites des diocèses de Calabre et renommé le diocèse d'Oppido Mamertina en le diocèse d'Oppido Mamertina-Palmi, la collégiale Saint-Nicolas prit le titre de co-cathédrale du diocèse.

## Architecture
Le bâtiment est en style néo-roman. Dans la façade principale se trouve une verrière artistique, un porche et un petit portique à quatre colonnes. Sur le côté gauche se trouve la tour civique qui fait aussi office de clocher de l'église.
Dans son intérieur, avec un plan en croix latine, il existe une nef et deux bas-côtés sur lesquels il y a deux absides, respectivement, à Saint-Nicolas, le saint patron de la ville, et au Sacré-Cœur.
Au-dessus du couvercle se trouve une coupole octogonale, sans fenêtres, et sur le côté de l'église se trouve une chapelle pour les offices mineurs.
Dans les murs des nefs, on peut voir un tableau de "saint Joseph avec l'Enfant Jésus" (1892), une peinture de "saint François d'Assise dans l'adoration de la Croix" (1932), une statue en bois de "saint Joseph avec l'Enfant" (XVIIIe siècle), une statue en bois de la Vierge Assunta (XVIIIe siècle).
Sur l'autel principal, en marbre, est exposée une précieuse icône ancienne de "Notre-Dame de la lettre et de l'enfant" (1774).
Dans une chapelle, construite récemment, se trouve un sanctuaire dans lequel est placée la relique d'un cheveu de la Vierge.

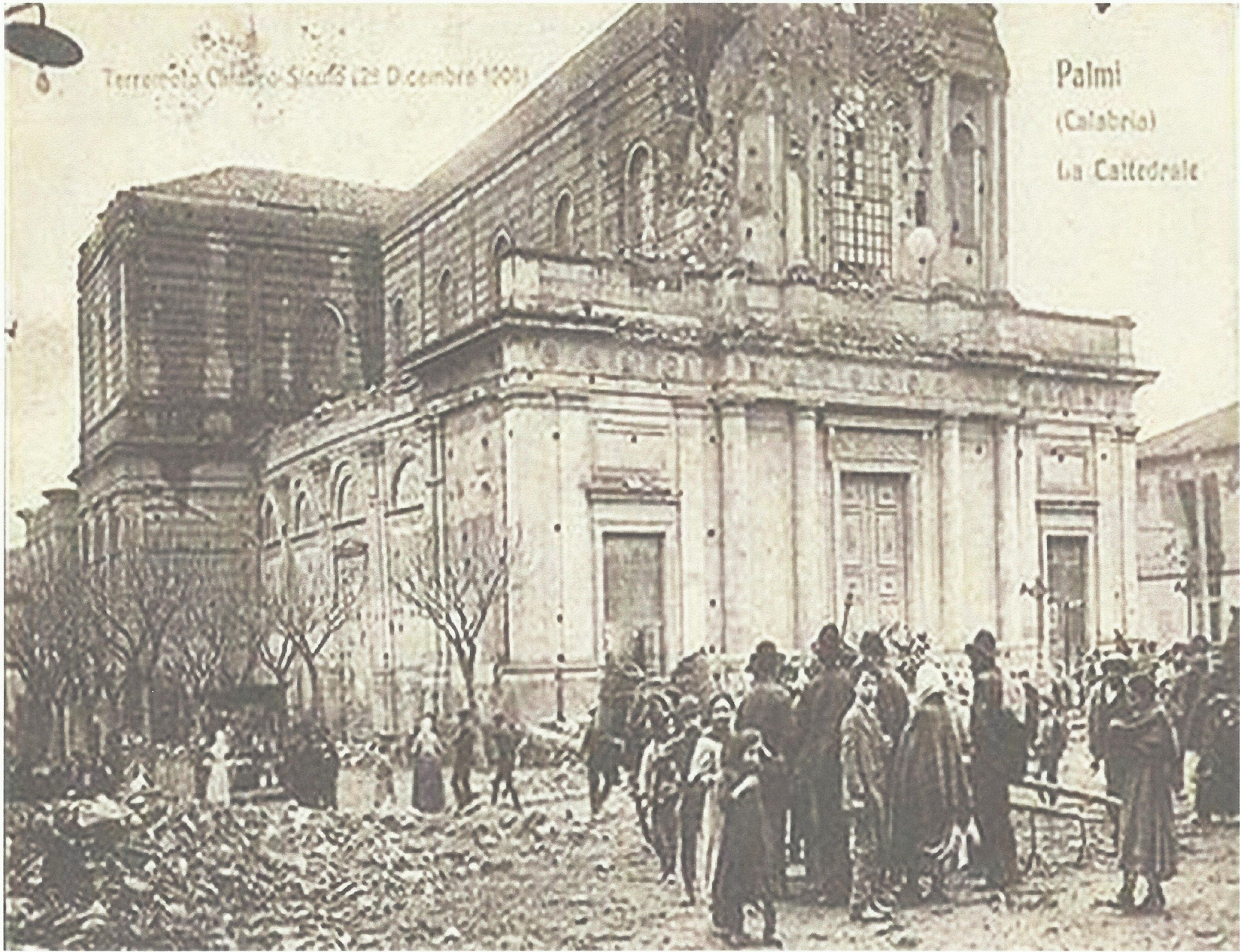
Église du XIXe siècle
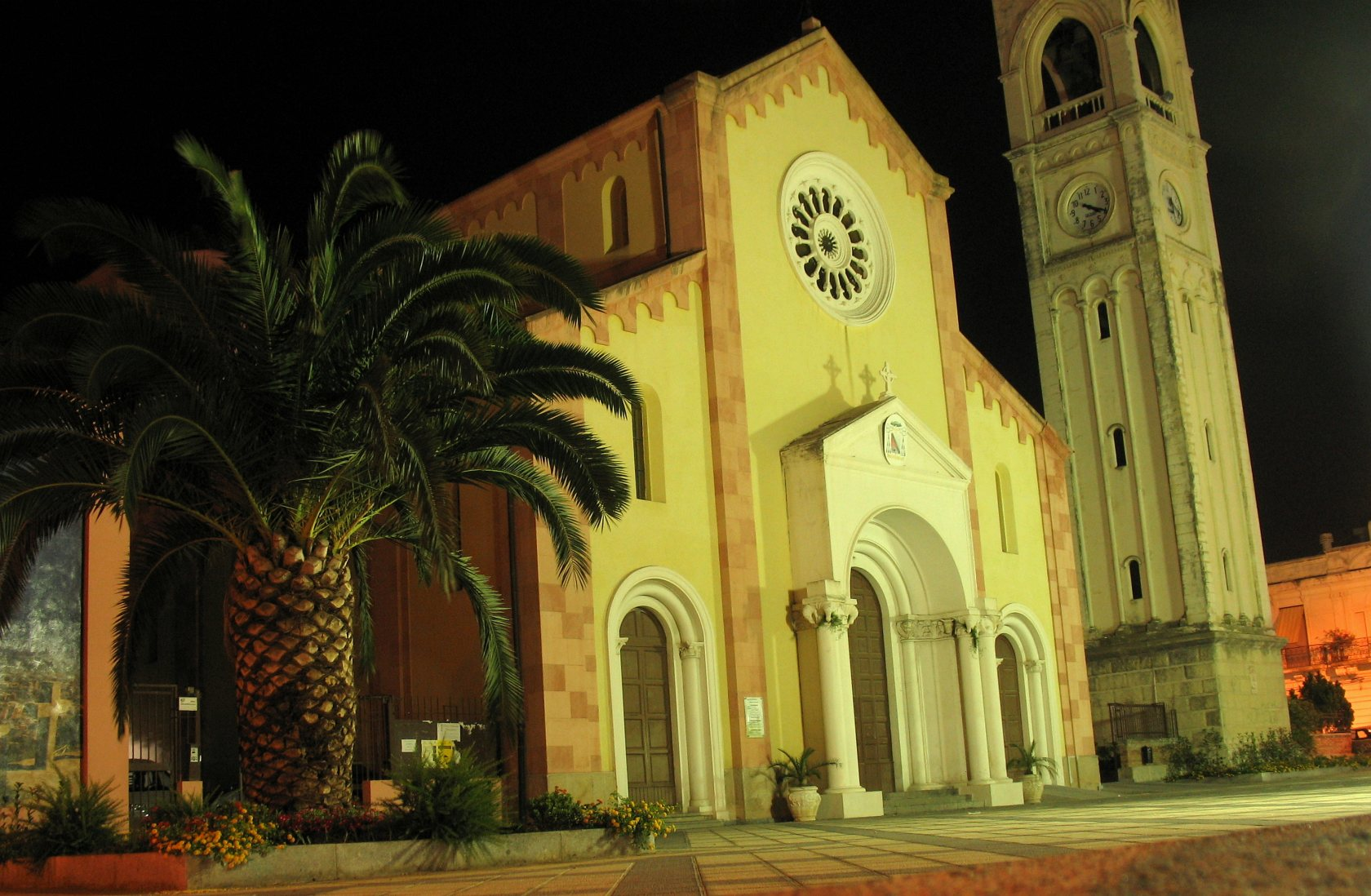
Vue nocturne de la façade de l'église
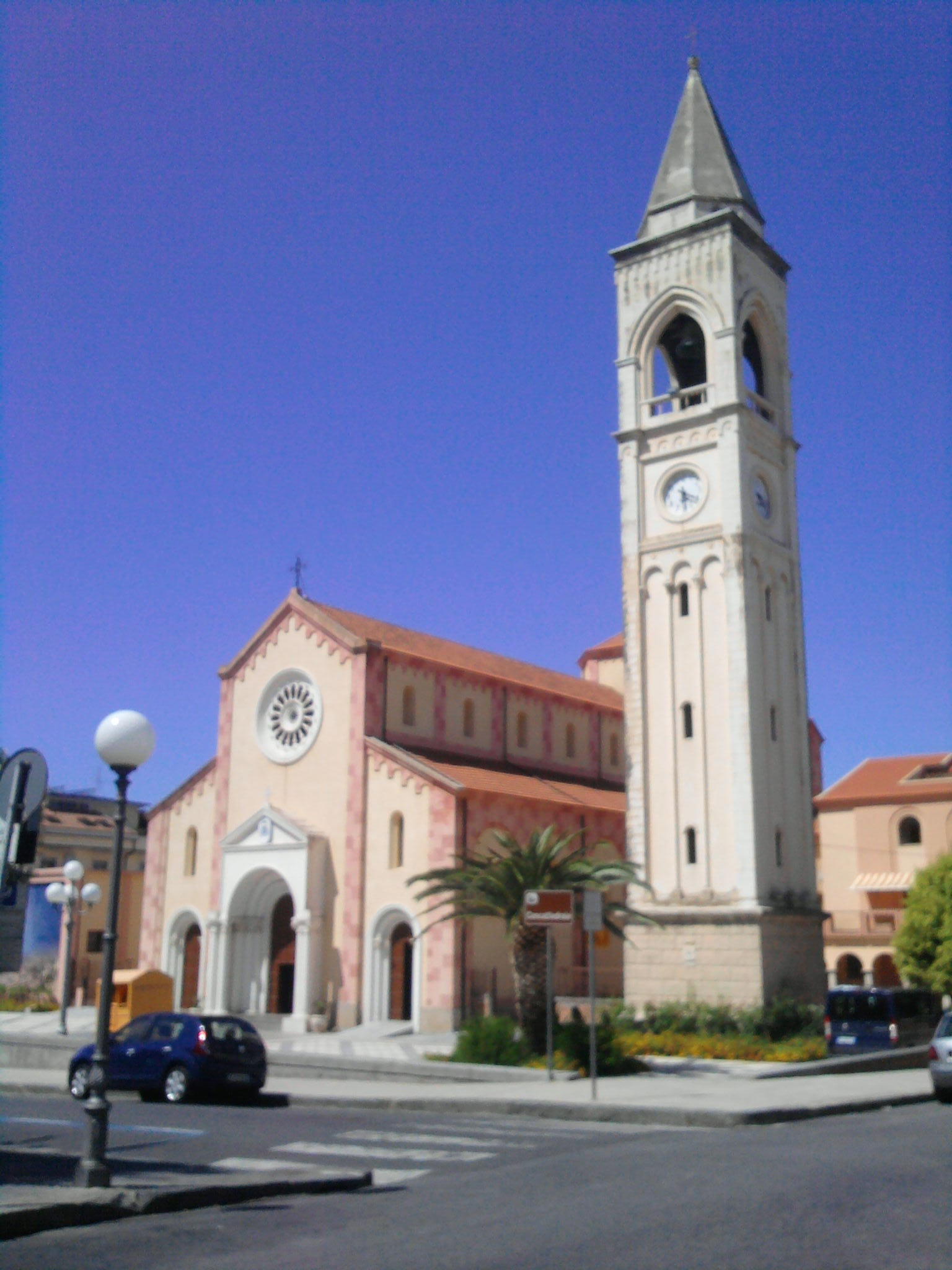
Façade de l'église
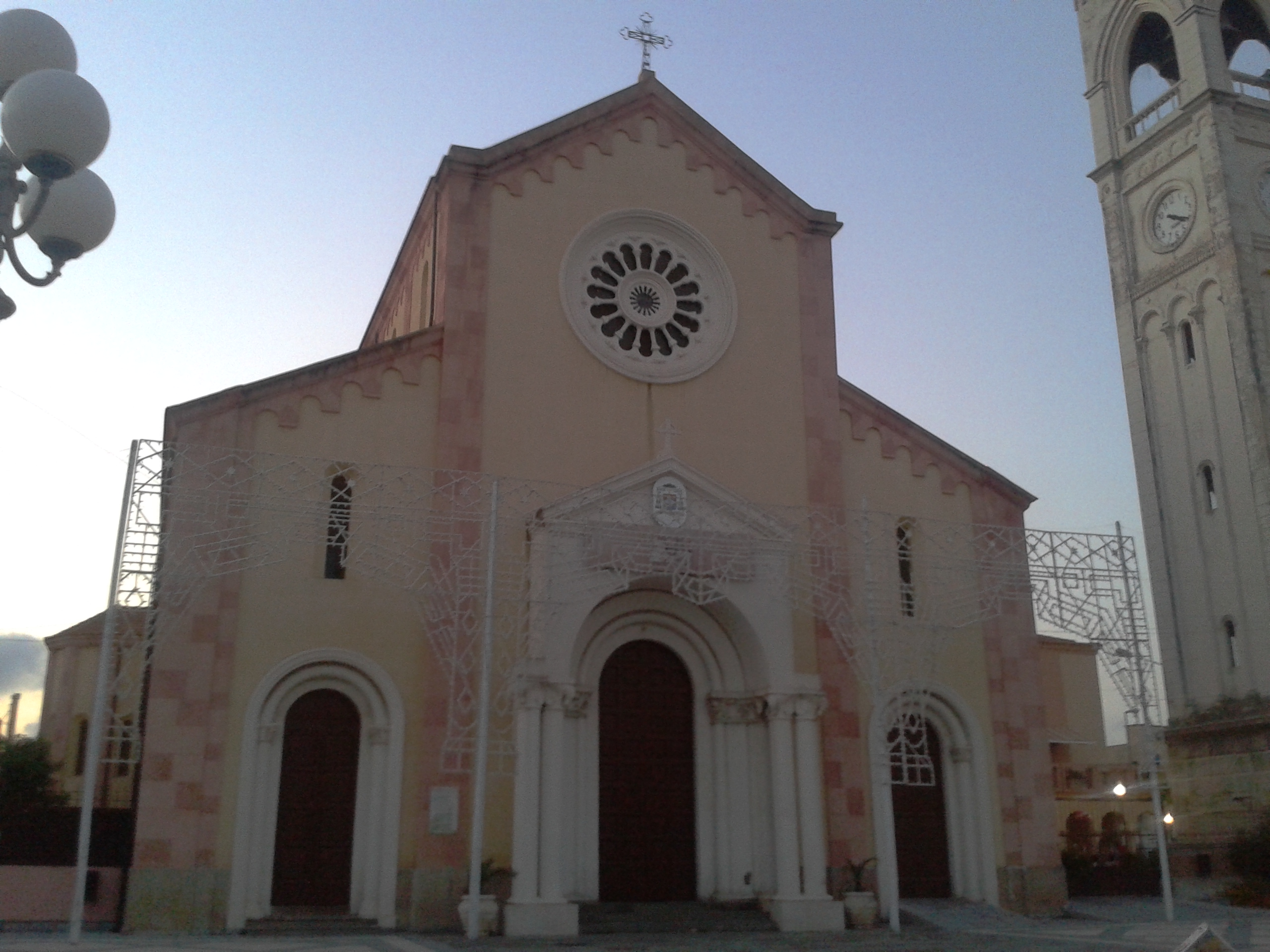
La cathédrale avec enluminures
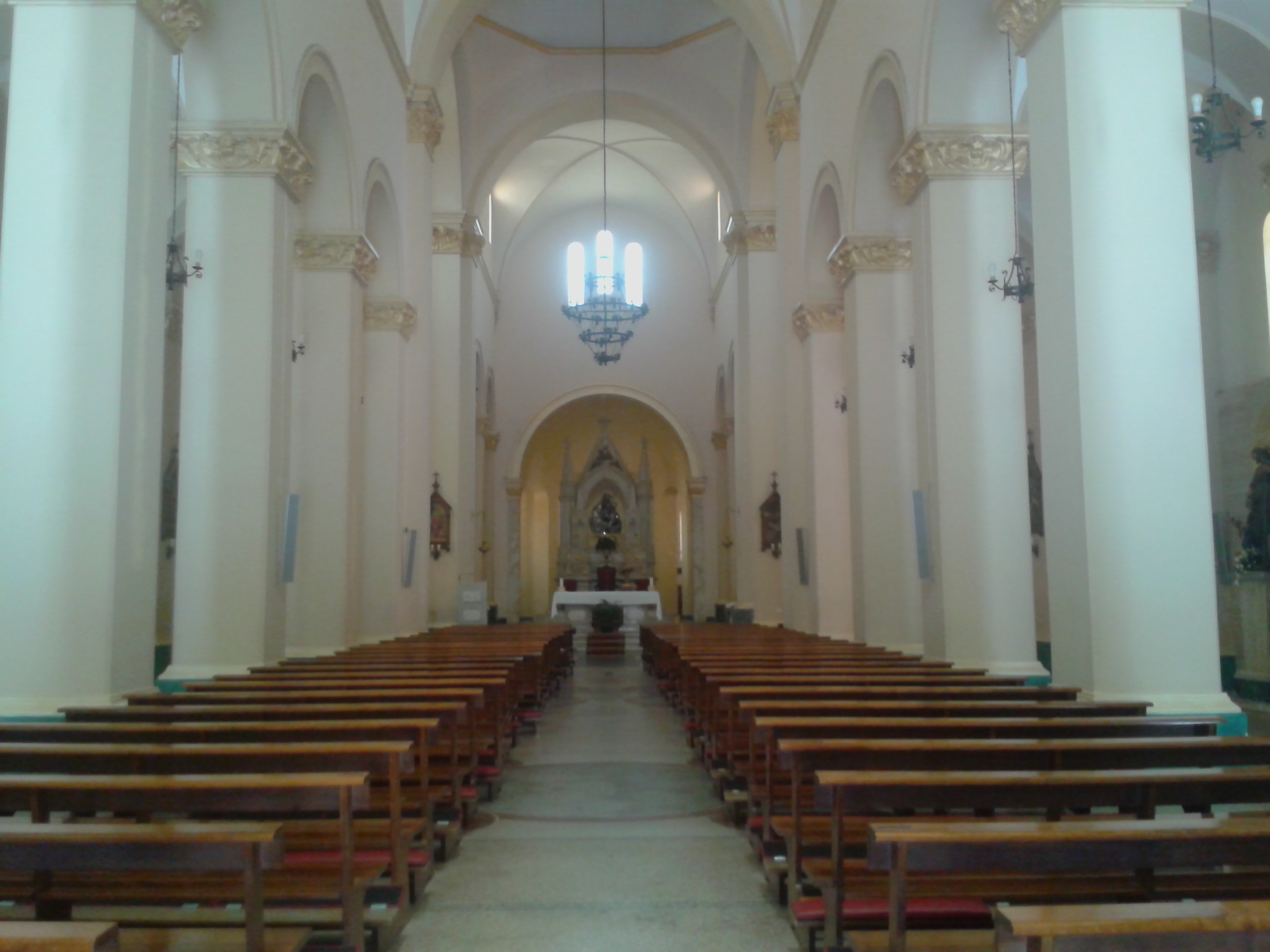
L'intérieur de la cathédrale
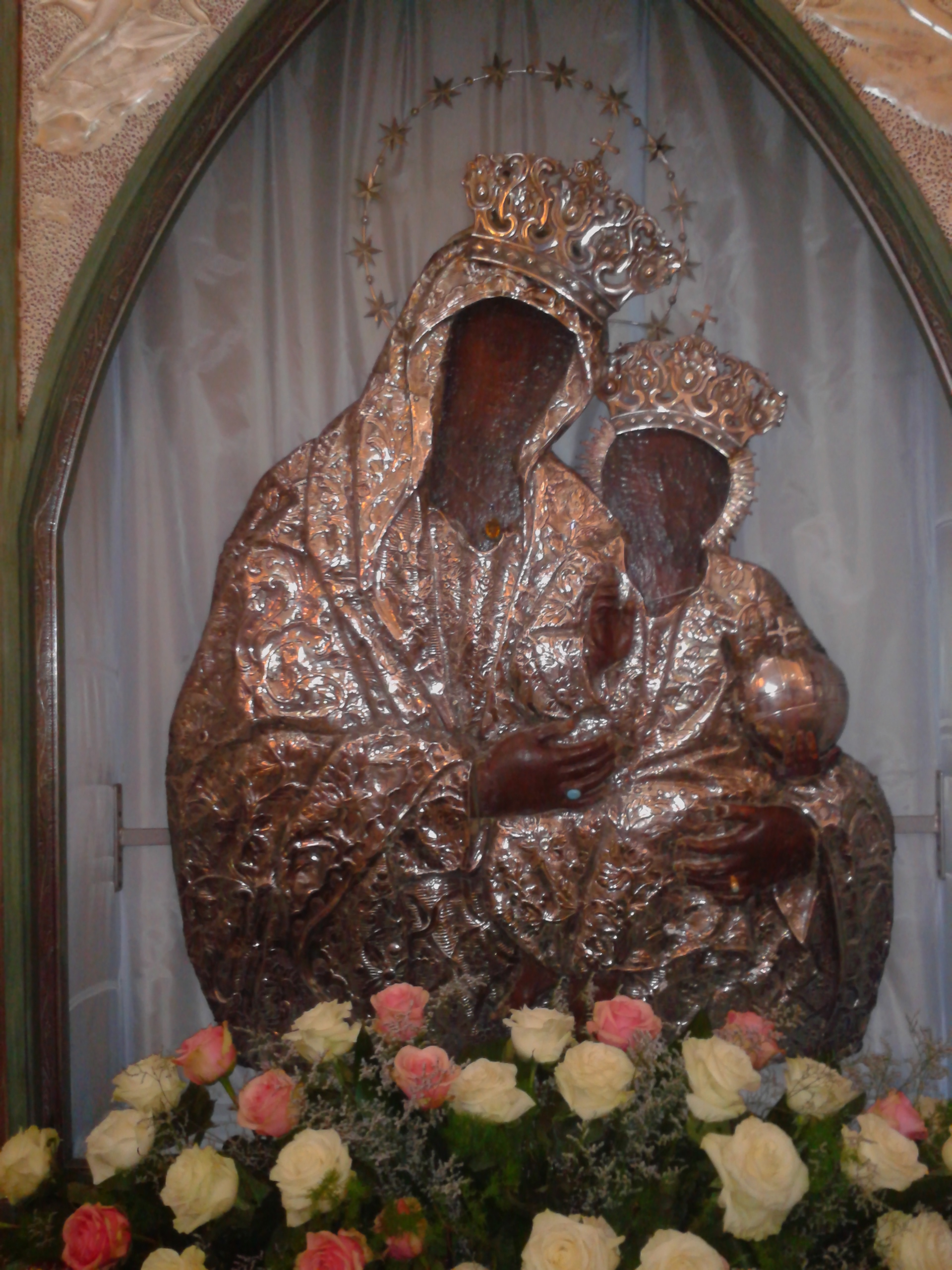
Icône byzantine de "Notre-Dame de la Lettre"
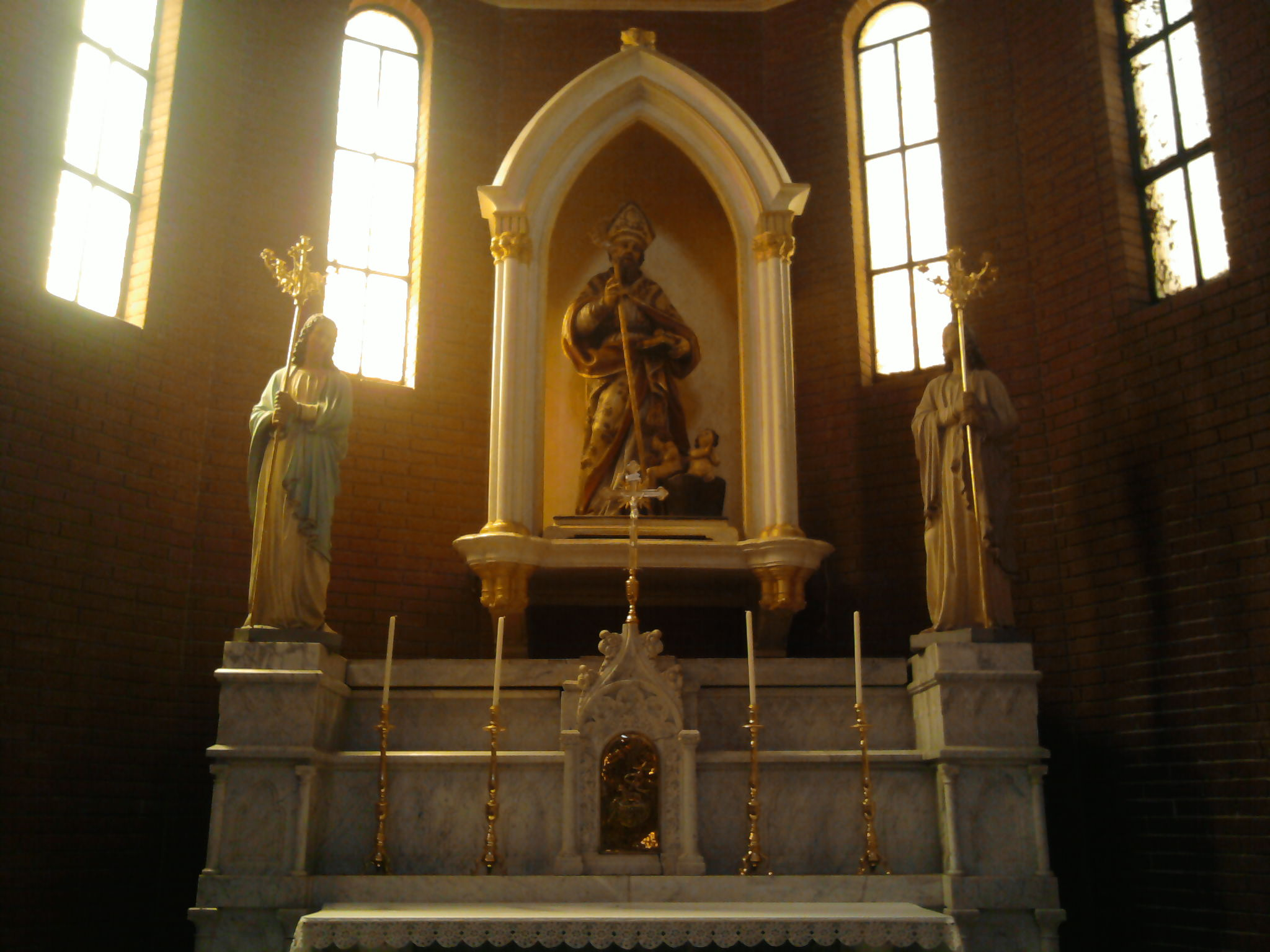
Abdise et la statue de Saint-Nicolas
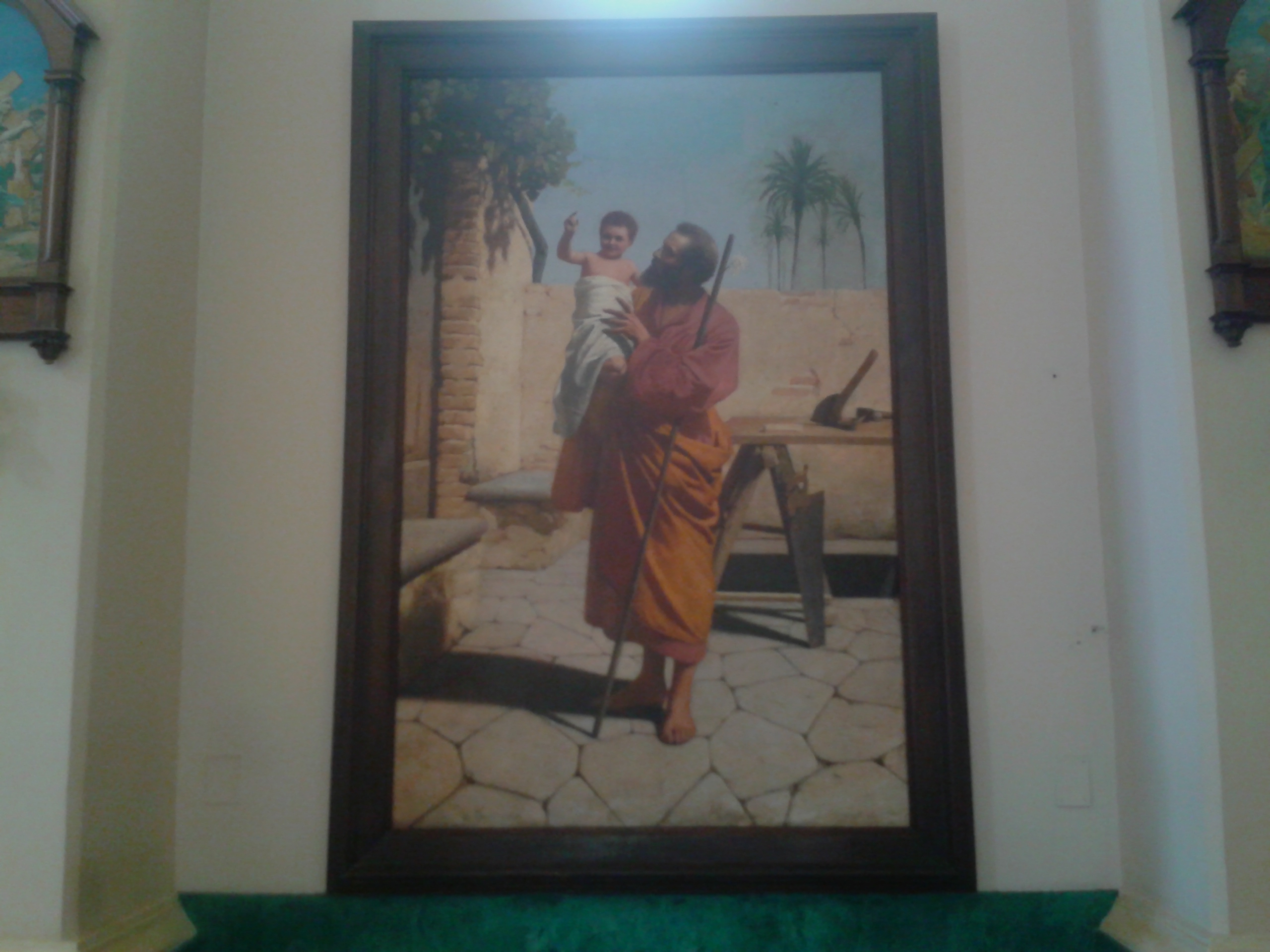
Peinture de Saint-Joseph avec l'enfant par Domenico Augimeri

## Source
- Giovan Battista Pacichelli, Le royaume de Naples dans une perspective, 1702;
- Annibale Riccò, E. Camerana, Mario Baratta, Giovanni Di Stevano, Comité chargé des études menées par le Gouvernement Royal pour l'étude sur le tremblement de terre du 16 novembre 1894 à Calabre et la Sicile, ed. Tipografia nazionale de G. Bertero e c., 1907;
- Antonio De Salvo, Recherches et études historiques autour de Palmi, Seminara et Gioia Tauro, ed. Lopresti, 1889;